# 848
| 848                |
| ------------------ |
| Dødsfald - Fødsler |
|                    |

| Gregoriansk kalender | 848 DCCCXLVIII          |
| Ab urbe condita      | 1601                    |
| Armensk kalender     | 297 ԹՎ ՄՂԷ              |
| Kinesiske kalender   | 3544 – 3545 丁卯 – 戊辰 |
| Etiopisk kalender    | 840 – 841               |
| Jødisk kalender      | 4608 – 4609             |
| Hindukalendere       |                         |
| - Vikram Samvat      | 903 – 904               |
| - Shaka Samvat       | 770 – 771               |
| - Kali Yuga          | 3949 – 3950             |
| Iransk kalender      | 226 – 227               |
| Islamisk kalender    | 233 – 234               |

Se også 848 (tal)

## Begivenheder
- I dette år slutter kong Erik fred med frankerne, fordi der er udbrudt oprør imod ham.